# Elachertus australis
Elachertus australis är en stekelart som först beskrevs av Girault 1913.  Elachertus australis ingår i släktet Elachertus och familjen finglanssteklar. Inga underarter finns listade i Catalogue of Life.